# エース (野球)
野球において、エース (Ace) は、チームで最高の先発投手であり、ほぼ常にチームのスターティングメンバーとして初回から投げる。怪我や特殊な事情がない限り、エースは開幕戦で投げる（開幕投手）。さらに、エースは重要なプレーオフ等の開幕も務め、中3日で投げることもある。
この用語の語源については諸説あるが、英語圏におけるトランプカードの「A（エース）」には「第一の」「高貴な」「高品質、特上の」という意味がある。
また、19世紀のスター投手であり、しばしば「エース」と呼ばれていたエイサ・ブレイナードのニックネーム「エイサ（Asa）」に由来する、とする俗説がある。
初期の野球では、「エース」という言葉は得点を表すのにも用いられた。
近代の多くの野球分析家やファンは、「エース」という言葉を、それぞれのチームの先発投手だけではなく、一流の投手を意味するのに用い始めている。

## 概要
- 主戦投手もしくは主役ともいう。
- 背番号として伝統的なエースナンバーを着けることが多い。
- 打者として4番打者を任じられたエース（多くは投打ともにチーム内で最上級の能力を有する者）は「エースで4番」と呼ばれる。